# Leonardus Doortmont
Leonardus Doortmont (Amsterdam, 13 januari 1856 – aldaar, 6 december 1915) was een Nederlands organist.
Hij werd geboren binnen het gezin van boekdrukker Willem Doormont en Johanna Christina Moinat. Hij is 1881 getrouwd met Maria Magdalena Cocheret. Zijn neef Willem Doortmont was eveneens musicus.
Hij kreeg piano- en orgelles van Eelke Mobach, de blinde organist van de Oude Kerk. Doortmont was van 1877 (tot aan zijn dood) organist van de doopsgezinde Singelkerk in Amsterdam. Voor zijn benoeming als organist werkte hij als kantoorbediende en tot in de jaren 1880 was hij tevens makelaar in onroerend goed. Als organist was Doortmont actief als secretaris van de Nederlandse Organisten Vereniging (tot 1896). Hij was de oprichter en voorzitter van de Amsterdamsche Organistenkring. Voorts schreef hij muziekrecensies voor de Gooi- en Eemlander.
Van zijn hand verscheen een aantal werken:
- lied op tekst van Nicolaas Beets (De boeren)
- De melodieën der psalmen, lof- en bedezangen met akkoorden in letters voor orgel (bereikte al vroeg een vierde druk)
- De melodieën der evangelische gezangen.

- Nederlandse Thesaurus van Auteursnamen: 315026154
- Virtual International Authority File: 282138181
- WorldCat: E39PBJdWPGRqPBfrMbCdFrRtKd